# Argentine Southern Land Company
The Argentine Southern Land Company Limited (A.S.L.Co.) fue una compañía inglesa de tierras que fue propietaria de grandes extensiones en la República Argentina. Fue creada en Londres, en 1889. Parte de sus socios habían construido el primer ramal del Ferrocarril Central del Chubut desde Puerto Madryn hasta Trelew, que fue parcialmente pagado con la entrega en propiedad de una ancha franja de terreno entre ambas estaciones, que pasó a ser la primera propiedad de la compañía en la Argentina. Mediante hábiles manejos administrativos y merced a la connivencia de algunos funcionarios del Gobierno argentino, la empresa llegó a poseer considerables extensiones de tierra en casi toda la Patagonia, y antes de comienzos del siglo XX ya poseía 585 000 ha. Por asociación con otras empresas británicas manejó negocios en gran parte de los territorios de Neuquén, Río Negro, Chubut y Santa Cruz.
Entre las concesiones que obtuvo la ASLCo. se cuentan: Canu Lafquen, Rucu Luan, Senillosa, Pilcañeu, Epu Lafquen, Huanu Luan, Maquinchao, Sierra Colorada, Esquel, Lepa, Fofo-Cahuel, Cholila, El Maitén, Leleque, que fue la cabecera durante la etapa de formación de las estancias, Tecka y Puerto Madryn entre otras. Cada una abarcaba una superficie del orden de las 40 000 ha. En algunas de esas tierras se crearon grandes estancias. Tal es el caso de Leleque, Maitén, Tecka, Maquinchao y Pilcañeu. Otras se mantuvieron desocupadas, para fines especulativos. En 1907 la ASLCo. vendió algunas de sus estancias a una nueva compañía de los mismos accionistas, la Río Negro Land Company (RNLCo.) con la que comercializó la lana en forma conjunta hasta la nacionalización de esta última en 1947. Llegaron a comercializar más de 1 500 000 kg de lana por año. En 1910 se creó una nueva empresa, la Tecka Land Company, que era en realidad una subsidiaria de la Argentine Southern Land Company.
Las compañías obtuvieron altos márgenes de ganancia gracias al monopolio de la comercialización en sus almacenes de variados productos, muchos de ellos importados, que aprovechaban las facilidades de ingreso sin impuestos en los territorios del sur y la escasez de otros competidores. Pese a la caída de los precios al finalizar la Primera Guerra Mundial, para la segunda década del siglo XX la posición económica de la ASLCo era particularmente sólida. La compañía mantuvo sus intereses en la Patagonia hasta 1975. La baja internacional de los precios de la lana llevó a ventas sucesivas de las tierras, que llevaron a la venta de la Compañía en 1975 a tres empresarios argentinos —Menéndez, Ochoa y Paz— que mudaron su sede social a Luxemburgo con el nombre de Grade Western Company Limited. Durante la Guerra de Malvinas, ante la posibilidad de la incautación de todas las propiedades británicas, estos empresarios notificaron al gobierno argentino que hacía ya tiempo que esas tierras eran propiedad de argentinos, y cambiaron el nombre de la empresa a Compañía Argentina de Tierras del Sud.
En 1991, estas tierras fueron adquiridas por la firma Benetton, propietaria en la actualidad de 900 000 ha en diversos lugares de la Patagonia y en otras áreas, como la provincia de Buenos Aires. Esta empresa opera en la zona bajo el nombre de Compañía de Tierras del Sud Argentino S.A. (CTSA) con centro en la estancia Leleque.